# “咖啡調調”暖冬限定版音樂會
“咖啡調調”暖冬限定版音樂會（英語：JJ's Bloom n' Tunes Christmas Edition Concert）是新加坡歌手林俊傑的第4次線上演唱會，亦是其個人直播IP節目《JJ的咖啡調調》的特別節目。於2022年12月24日在YouTube、抖音播出，演出累计破千万觀眾觀看。

## 背景
林俊傑個人直播IP節目《咖啡調調》於2021年1月6日首播，林俊傑稱其初衷是「一起喝杯咖啡，聽聽我唱歌」，藉由直播和歌迷朋友們的互動與分享。節目完整播完第一季，並於2022年8月24日開啟第二季，但而後因不明原因停播。12月22日，林俊傑官宣《咖啡調調》回歸，以《“咖啡調調”暖冬限定版音樂會》的形式與觀眾在平安夜見面。

## 簡介
音樂會以一首《黑夜問白天》拉開序幕，現場布置成小客廳的溫馨場景，一如《咖啡調調》溫暖、自在的味道。緊接著，林俊傑帶來一首魏如萱的《你啊你啊》，演唱之中林俊傑手持手機，透過畫面讓觀眾參觀了聖所辦公室的空間。當現場轉換成星空之下的郊外露營環境，林俊傑邀請樂手圍坐身邊加入“營火會”，送上“露營彈唱版”的《會有那麼一天》，引發一眾樂迷回憶殺。回憶起這首第一張專輯的歌曲，林俊傑也想到同為新加坡的老友黃義達，隨即現場視頻連線了黃義達，并帶來了這首《那女孩對我說》。
《咖啡調調》暖冬限定版音樂會，在音樂挑選、編曲、節目的編制上，都全方位升級，而後陸續送上的阿卡佩拉+Unplugged+R&B改編的《落在生命里的光》，搖滾版《是你》，融入電子元素迷幻浪漫的《達爾文》。節目來到尾聲，現場轉換成節日氛圍布置的“咖啡廳”場景，林俊傑帶來融入聖誕節日曲風元素改編的《裹著心的光》，隨著歌曲漸入高潮，所有觀眾對新一年的寄語以彈幕的方式循環在畫面中，一起圓滿了“暖冬限定版音樂會”。

## 曲目
| # | 曲目           | 作詞   | 作曲   | 改編曲 | 原唱   |
| 1 | 黑夜問白天     | 易家揚 | 林俊傑 | 黃冠龍 | 林俊傑 |
| 2 | 你啊你啊       | 魏如萱 | 魏如萱 | 唐紹成 | 魏如萱 |
| 3 | 會有那麼一天   | 張思爾 | 林俊傑 | 林俊傑 | 林俊傑 |
| 4 | 那女孩對我說   | 易家揚 | 李偲菘 | 林俊傑 | 黃義達 |
| 5 | 落在生命里的光 | 景堯   | 貳叁伍 | 黃冠龍 | 尹昔眠 |
| 6 | 是你           | 夢然   | 夢然   | 黃冠龍 | 夢然   |
| 7 | 達爾文         | 小寒   | 蔡健雅 | 林俊傑 | 蔡健雅 |
| 8 | 裹著心的光     | 易家揚 | 林俊傑 | 黃冠龍 | 林俊傑 |

## 幕后
主創团队：
- 出品－JFJ Productions
- 監製－林俊傑、徐佩云
- 藝人經紀－徐佩云
- 执行统筹－王俭
- 音乐制作－JFJ Productions
- 音樂總監－林俊傑
- 音乐统筹－黃冠龍
- 樂隊總監－黃冠龍
- 製作人－林春瑜、张天宜
- 导播－李玲玲
- 灯光设计－伍思达
- 化妝－高秀雯
- 髮型－Peter Wu

演出人员：
- 歌手－林俊傑
- 鍵盤－安偉
- 吉他－阿火、黃冠龍
- 低音吉他－曹瑋
- 鼓－黃顯忠
- 和音－李雅微、薛治丹、李安钧、张义欣
- 乌克丽丽－霜语
- 电脑音乐编程－魏百谦

## 外部鏈接
- JJ林俊杰“咖啡调调”暖冬限定版音乐会 （页面存档备份，存于）（抖音）